# Пиньянго, Бернардо
Берна́рдо Хосе́ Пинья́нго Фигуэ́ра (исп. Bernardo José Piñango Figuera; 9 февраля 1960, Каракас) — венесуэльский боксёр легчайших весовых категорий, выступал за сборную Венесуэлы во второй половине 1970-х годов. Серебряный призёр летних Олимпийских игр в Москве, победитель многих международных турниров и национальных первенств. В период 1981—1990 успешно боксировал на профессиональном уровне, владел титулом чемпиона мира по версии ВБА. Ныне — тренер по боксу.

## Биография
Бернардо Пиньянго родился 9 февраля 1960 года в Каракасе. Активно заниматься боксом начал в возрасте двенадцати лет, первое время тренировался у собственного отца, затем проходил подготовку в одном из столичных боксёрских клубов. Первого серьёзного успеха на ринге добился в 1977 году, когда в полулёгком весе завоевал золотую медаль на чемпионате Центральной Америки. Год спустя стал чемпионом Венесуэлы в этой же весовой категории. В 1980 году благодаря череде удачных выступлений удостоился права защищать честь страны на летних Олимпийских играх в Москве — в легчайшем дивизионе сумел дойти до финала, но в решающем матче со счётом 0:5 уступил кубинцу Хуану Эрнандесу Пересу. Получив серебряную олимпийскую медаль, решил попробовать себя среди профессионалов и покинул сборную. Всего в его послужном списке 120 любительских боёв, из них только 10 закончились поражением.
Профессиональный дебют Пиньянго состоялся уже в августе 1981 года, в его первом поединке с соотечественником Анхелем Торресом была зафиксирована ничья, однако через месяц прошёл матч-реванш, и на этот раз Пиньянго победил техническим нокаутом в первом же раунде. В течение пяти последующих лет провёл множество удачных боёв, почти всегда побеждал, лишь в двух случаях потерпев поражение. В 1986 году получил шанс побороться за титул чемпиона мира в легчайшем весе по версии Всемирной боксёрской ассоциации (ВБА) — победил действующего чемпиона американца Габи Каньисалеса единогласным решением судей.
Выигранный чемпионский титул Пиньянго защитил три раза, после чего в 1988 году поднялся во второй легчайший вес, чтобы сразиться с чемпионом в этой категории доминиканцем Хулио Хервасио. Бой продлился все двенадцать раундов, ни один из соперников не имел явного преимущества, и двое из трёх судей отдали победу венесуэльцу. Тем не менее, после этой победы Пиньянго оставался чемпионом не долго, уже при первой же защите он уступил полученный титул мексиканцу Хуану Хосе Эстраде, тоже раздельным решением. Потерпев поражение, Пиньянго провёл ещё три боя с малоизвестными боксёрами, и в конце 1990 года принял решение завершить карьеру спортсмена. Всего в профессиональном боксе Бернардо Пиньянго провёл 32 боя, из них 23 окончил победой (в том числе 15 досрочно), 5 раз проиграл, в трёх случаях была зафиксирована ничья. После завершения карьеры работал тренером по боксу.